# Centro de arte oriental de Shanghái
El Centro de arte oriental de Shanghái (en chino: 上海东方艺术中心; pinyin: Shànghǎi Dōngfāng Yìshù Zhōngxīn) es una de las mayores instalaciones para artes escénicas y uno de los principales centros culturales de Shanghái y de toda China, diseñado por el arquitecto francés Paul Andreu y la empresa Huadong Architectural Design & Research Institute Co., Ltd., situada junto a la avenida Century, en el centro cultural y Administrativo de Pudong. El edificio es punto de referencia y fue inaugurado oficialmente a finales de 2004 llegando a simbolizar el crecimiento de las formas artísticas occidentales y tradicionales en China en los últimos años. Varios espectáculos culturales y musicales se presentan en el centro, incluyendo el concierto en la ciudad de la Orquesta Filarmónica de Berlín en 2005. 

## El edificio
Con una superficie construida de 39.694 m2, el edificio consta de 7 niveles. El proyecto del edificio se diseñó teniendo en cuenta que era un edificio público en cuyo interior sus trabajadores podrían trabajar de forma saludable. La envolvente del edificio se ha realizado con una muro cortina curvado que se ajusta a una estructura metálica de diferentes tamaños. 
En el interior, los espacios destinados a conciertos se distribuyen en tres salas. Uno destinado a la orquesta filarmónica con 1.979 asientos, otro a un teatro lírico con 1.054 localidades y un Music hall con 330 plazas.